# Numéros Cochrane
 (septembre 2009).
Si vous disposez d'ouvrages ou d'articles de référence ou si vous connaissez des sites web de qualité traitant du thème abordé ici, merci de compléter l'article en donnant les références utiles à sa vérifiabilité et en les liant à la section « Notes et références ».
Les Numéros Cochrane sont un système de renvoi par numérotation reliant les mots français de la Bible Louis Segond (NEG 1975-1979) aux mots hébreux et grecs des textes bibliques originaux.

## Les premières tentatives de numérotation par James Strong auXIXesiècle
Pour les usagers des concordances de la Bible, les numéros Strong sont largement utilisés par un grand nombre d’outils pour l’étude de la Bible. 
C’est en 1890, après quelque 35 ans de travail, avec la collaboration de plus de 100 collègues, que le professeur d’université James Strong a publié son ouvrage monumental et innovateur The Exhaustive Concordance of the Bible (la Concordance de Strong). Il a répertorié tous les mots des versions anglaises dénommées The Authorized Version (la King James) et de celle appelée The Revised Version. Pour chaque occurrence  de chaque mot anglais, il cite la référence biblique et, pour tous les mots sauf les mots très fréquents comme les the, les is et les and,  une partie du contexte. En plus, ce qui était nouveau, il associe un numéro qui renvoie l’utilisateur à l’un ou l’autre des deux dictionnaires contenu dans  son ouvrage. Le deuxième, le Hebrew and Chaldee Dictionary énumère les mots hébreux et araméens de l’Ancien Testament en leur attribuant un numéro (en italique) de 1 à 8674 et le Greek Dictionary of the New Testament, les mots grecs avec les numéros (en non italique) de 1 à 5624.
Au cours du XXe siècle, plusieurs auteurs et éditeurs de commentaires, de dictionnaires et de logiciels bibliques commencèrent à intégrer les numéros Strong dans leurs ouvrages. Mais, malgré la grande utilité de ce système, on s’est vite rendu compte de la nécessité de le corriger ou de le remplacer. En effet, en trouvant une erreur à un seul numéro, il devenait nécessaire de corriger tous les numéros suivants. À titre d’exemple, le mot hébreu auquel Strong attribue le numéro 10, ne se trouvant qu’une fois dans l’A. T. (Prov. 27.20, traduit par « abîme » dans Segond 1910), est en réalité une forme du mot numéro 11 et non, comme Strong le reconnaît lui-même, un mot distinct.

## Le besoin d’une autre numérotation
Le besoin de modifier ou de corriger le système de Strong s’est fait sentir davantage avec le Nouveau Testament en français. La concordance de Strong répertorie les mots anglais de la King James, associés à des numéros faisant renvois aux mots originaux que les traducteurs trouvaient dans le Textus receptus (le Texte reçu) sur lequel les traductions du Nouveau Testament ont été basées pendant près de 400 ans. Le travail entrepris par Eberhard Nestle, ayant publié son Novum Testamentum Graece en 1898, a changé l’orientation de l’édition grecque du Nouveau Testament et de sa traduction en d’autres langues. Connue aujourd’hui sous le nom de Nestle-Aland, la 27e édition (2009) de ce Novum Testamentum Graece est disponible en librairie. Cet ouvrage comprend un apparat critique indiquant les principales variantes textuelles et les manuscrits dans lesquels elles se trouvent. Ce texte grec, présent également dans The Greek New Testament (Kurt Aland, et al.,4e édition), appelé aussi « le texte critique » est le fruit d’une plus grande consultation de manuscrits que le Texte reçu. Il diffère de ce dernier en certains endroits et, depuis la deuxième moitié du XXe siècle, il est devenu la base pour la plupart des traductions récentes. 
Voici, comme exemple, quelques différences de numérotation. Strong a trouvé le nom propre Ωβηδ (Obed) dans Luc 3.32 auquel il a attribué le numéro 5601, alors que le texte critique présente la forme variante de Ιωβηδ (Jobed), pour laquelle Strong n’a pas de numéro.
Dans Luc 18.25, le texte critique met βελονης (aiguille) pour lequel Strong n’a pas de numéro; ayant trouvé dans le Texte reçu le mot ραφιδος (aiguille), il lui a assigné le numéro 4476.
Apocalypse 18.13 donne un bel exemple d’un mot présent dans une traduction mais absent dans l’autre : Segond a traduit le mot αμωμον par « aromates ». Ce mot, absent de la King James, ne figure pas donc dans le dictionnaire de Strong.
Strong a aussi sauté plusieurs numéros. Il manque le numéro 2717 ainsi que 100 numéros, soit de 3203 à 3302.

## L’apparition d’autres systèmes de numérotation
Pour remédier à ces anomalies, certains auteurs et éditeurs de concordances ont conçu leur propre système de numérotation. En 1987, pour la Bible en français basée sur la Nouvelle édition de Genève (1979), Jack Cochrane a renuméroté les mots grecs pour l’édition de la Concordance et Index du Nouveau Testament (Distributions évangéliques du Québec).
Trois ans plus tard, Edward Goodrick et John Kohlenberger ont publié The NIV Exhaustive Concordance (Zondervan, 1990) basée sur The New International Version, comprenant un nouveau système de numérotation des mots hébreux et grecs. Ces numéros Goodrick-Kohlenberger sont utilisés de plus en plus par les auteurs et éditeurs d’ouvrages de référence en anglais.
En français, Germain Chouinard et Jack Cochrane ont publié en 1998 la Concordance des mots hébreux et grecs de la Bible (Distributions évangéliques du Québec, 1997), en utilisant la numérotation élaborée par Jack Cochrane, tant pour les mots hébreux de l’Ancien Testament que pour les mots grecs du Nouveau.